# Arka Noego

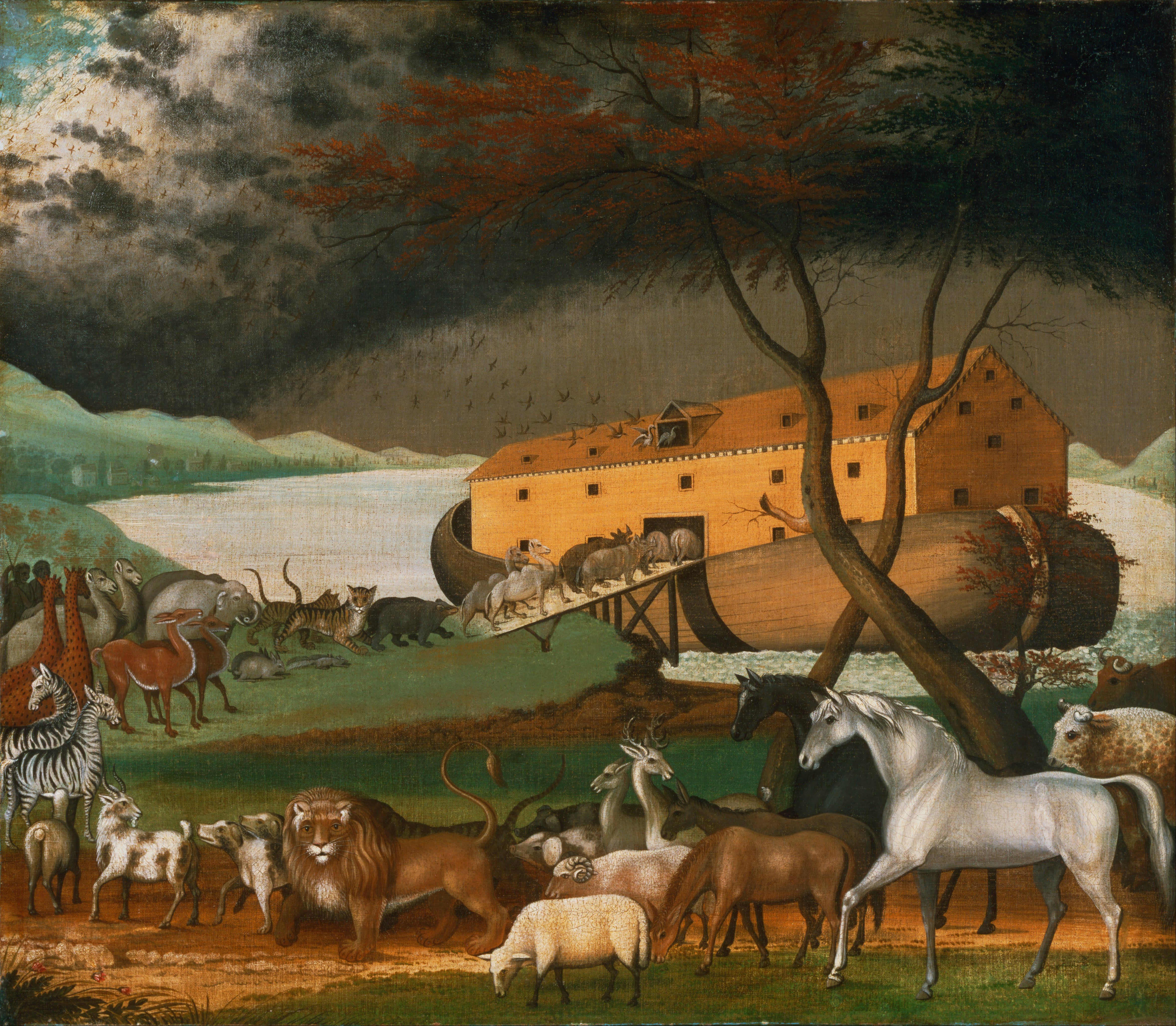
Zwierzęta wchodzące do arki, obraz Edwarda Hicksa.

Arka Noego (hebr. תֵבָה tebah, łac. arca – skrzynia) – według Biblii pływająca drewniana konstrukcja, która zgodnie z przekazami religii abrahamowych zbudowana została na polecenie Jahwe przez Noego, by mógł on ocalić siebie, swoją rodzinę (w sumie 8 osób) i przedstawicieli wszystkich rodzajów  zwierząt przed Potopem. Najbardziej znany opis arki znajduje się w biblijnej Księdze Rodzaju (6,14–8,19).
Opowieść zawarta w Księdze Rodzaju była i jest tematem rozległych opracowań w różnych religiach abrahamowych, których treścią były zarówno teoretyczne rozwiązania kwestii (np. jak Noe mógł zmieścić wszystkie rodzaje zwierząt do arki) jak i alegoryczne interpretacje (np. uznanie arki za prekursora Kościoła, niosącego zbawienie ludzkości).
Począwszy od XIX wieku, w związku z rozwojem geologii i biogeografii jako dziedzin nauki, badacze historii naturalnej zaczęli podważać dosłowność tekstu biblijnego, a krytyka biblijna zwracała uwagę na korzenie i cele opowieści. Pomimo tego zwolennicy dosłownej interpretacji Biblii do dzisiaj kontynuują poszukiwania dowodów tej opowieści biblijnej i przeczesują region pasma gór Ararat w dzisiejszej Turcji (na pograniczu z Armenią), gdzie według Księgi Rodzaju miała osiąść Arka Noego.

## Biblijna opowieść o arce

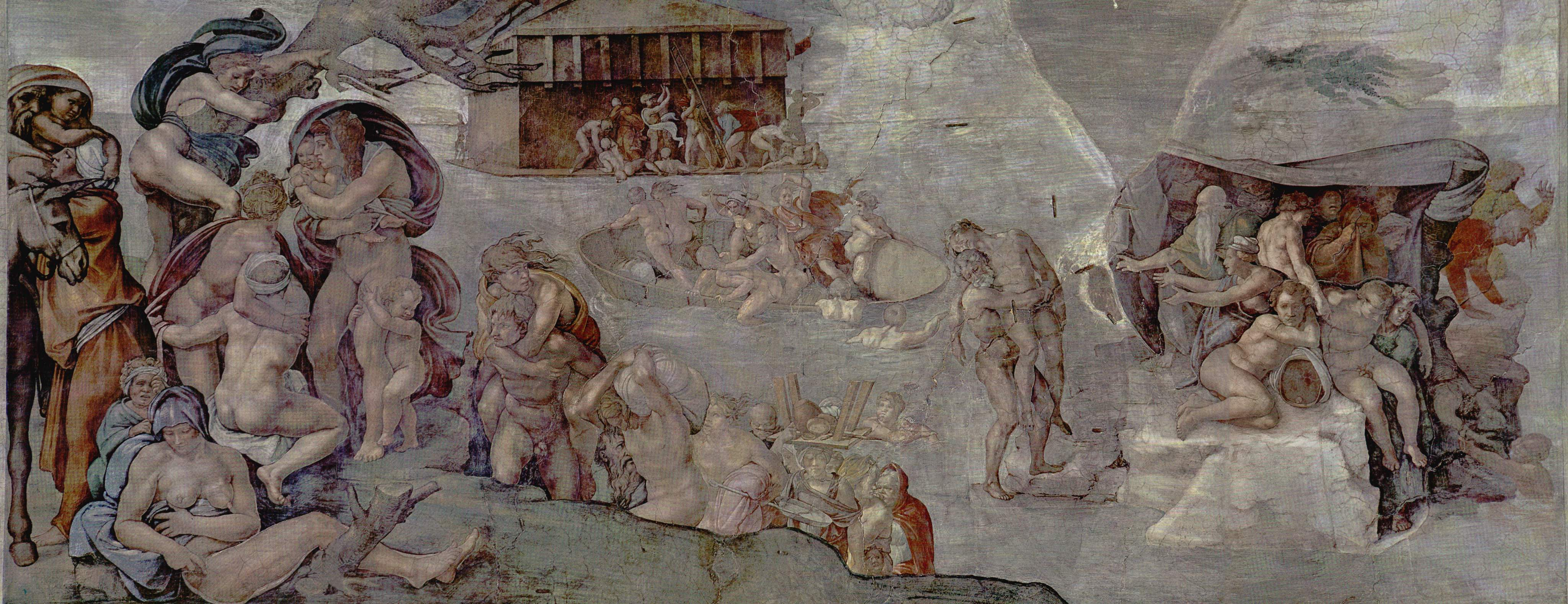
Michelangelo Buonarroti, Potop, fresk na suficie kaplicy Sykstyńskiej w Watykanie

Hebrajska nazwa tebah (skrzynia) poza opisem arki występuje w Piśmie Świętym tylko w Księdze Wyjścia (2,3), gdzie oznacza papirusowy kosz płynący po wodach Nilu, w którym złożono Mojżesza, by go ocalić. Biblia określa ją jako skrzynię (bez steru i kadłuba), pomimo tego później arka błędnie rozpowszechniła się w ikonografii jako łódź, szczegóły opisu budowy pozwalają jednak sądzić, że miała ona raczej przypominać wielki dom (skrzynię) niż łódź.
Opowieść o arce Noego, podana w rozdziałach 6–9 Księgi Rodzaju, zaczyna się Bożą obserwacją złego postępowania ludzi i decyzją, by zesłać na ziemię potop i zniszczyć wszelkie życie. Jednakże Bóg znalazł jednego dobrego człowieka, Noego, „człowieka prawego, wyróżniającego się nieskazitelnością wśród współczesnych sobie ludzi; w przyjaźni z Bogiem żył Noe” (Rdz 6,9) i zdecydował, że poprzez niego zachowa rodzaj ludzki przy istnieniu. Bóg nakazał Noemu zbudować arkę i schronić się w niej ze swoją żoną, synami, Semem, Chamem i Jafetem, oraz ich żonami. Dodatkowo nakazał wziąć na jej pokład wszystkie zwierzęta, samce i samice (po siedem samców i samic spośród zwierząt czystych, i po samcu i samicy spośród zwierząt nieczystych) a także pokarm.
Noe, jego rodzina wraz ze zwierzętami weszli do arki. W roku sześćsetnym życia Noego, w drugim miesiącu roku, siedemnastego dnia miesiąca, w tym właśnie dniu trysnęły z hukiem wszystkie źródła Wielkiej Otchłani i otworzyły się upusty nieba; przez czterdzieści dni i przez czterdzieści nocy padał deszcz na ziemię. I właśnie owego dnia Noe oraz jego synowie, Sem, Cham i Jafet, żona Noego i trzy żony jego synów weszli do arki, a wraz z nim wszelkie gatunki zwierząt, bydła, zwierzątek naziemnych i wszelkiego ptactwa skrzydlatego; wszelkie istoty, w których było tchnienie życia, weszła po parze do Noego do arki. Gdy już weszły do arki samiec i samica każdej istoty żywej, jak Bóg rozkazał Noemu, Jahwe zamknął za nim [drzwi]” (Rdz 7, 10-15). Woda przykryła nawet szczyty najwyższych gór na wysokość 15 łokci i wszystkie stworzenia na Ziemi, poza tymi, które znalazły schronienie w arce, zginęły.
Po 150 dniach arka osiadła na górach Ararat. Poziom wody obniżał się dalej i po około 70 dniach ukazały się szczyty gór. Noe wypuścił kruka, który „wylatywał i zaraz wracał, dopóki nie wyschła woda na ziemi” (Rdz 8,7). Potem Noe wypuścił gołębicę, która jednak wróciła, gdyż nie znalazła suchego lądu. Po siedmiu dniach Noe znowu wypuścił gołębicę, a ona wróciła niosąc w dziobie świeży listek oliwny; był to znak, że wody opadły. Noe poczekał następne siedem dni i wypuścił gołębicę raz jeszcze, a ona już nie wróciła. Wtedy Noe „zdjąwszy dach arki, zobaczył, że powierzchnia ziemi jest już prawie sucha” (Rdz 8,13) i po około sześćdziesięciu dniach opuścił arkę wraz z rodziną i zwierzętami, po czym złożył ofiarę Bogu „ze wszystkich zwierząt czystych i z ptaków czystych” (Rdz 8,20); a Bóg postanowił, że nie będzie „więcej złorzeczył ziemi ze względu na ludzi, bo usposobienie człowieka jest złe już od młodości” (Rdz 8,21) i że nigdy już nie zniszczy wszystkiego, co żyje.
Dla potwierdzenia swej obietnicy Bóg uczynił tęczę i powiedział: „Gdy zatem będzie ten łuk na obłokach, patrząc na niego, wspomnę na przymierze wieczne między mną a wszelką istotą żyjącą w każdym ciele, które jest na ziemi” (Rdz 9,16).

### Budowa arki
Arka Noego miała być zgodnie z przekazem biblijnym pływającym obiektem wykonanym z drzewa żywicznego nieokreślonego gatunku o długości 300 łokci, szerokości 50 łokci i wysokości 30 łokci. Jeśli przyjąć, że łokieć miał 44,5 cm, to wymiary arki wynosiły 133,5 × 22,3 × 13,4 m.
Od góry arka przykryta miała być przepuszczającą światło konstrukcją (hebr. sohar) zwisającą na jeden łokieć ze wszystkich stron arki – konstrukcja ta mogła być dachem lub otworem wpuszczającym światło. Arka miała mieć wejście w bocznej ścianie. Wewnątrz była wzmocniona jeszcze dwoma dodatkowymi kondygnacjami, a łączna powierzchnia trzech pokładów wynosiła ok. 8900 m². Zgodnie z przekazem podzielona była w sumie na trzy piętra. Od wewnątrz i zewnątrz powleczona była smołą.

## Arka w późniejszej tradycji

### Tradycja rabiniczna
Opowieść o Noem i arce była tematem wielu dyskusji w literaturze rabinicznej późnego judaizmu. Klęska Noego w staraniach, by ostrzec innych przed nadciągającą powodzią, była powodem podawania w wątpliwość jego prawości i pytań, czy był on prawy jedynie w kontekście zła jego pokolenia. Według jednej z tradycji Noe w istocie przekazywał Boże ostrzeżenie, sadząc cedry 120 lat przed potopem, więc grzesznicy powinni to zobaczyć i zmienić swe postępowanie. W celu ochrony Noego i jego rodziny Bóg ustanowił lwy i inne dzikie zwierzęta strażnikami przed niegodziwcami, którzy wyśmiewali go i próbowali użyć przeciwko niemu przemocy. Według jednego z midraszy to Bóg lub anioł zgromadził zwierzęta wraz z pokarmem dla nich. Nie było wtedy potrzeby, by odróżniać zwierzęta czyste od nieczystych, czyste rozpoznawano po tym, że klękały przed Noem, gdy ten otworzył arkę. Według innych już wówczas istniała różnica pomiędzy zwierzętami czystymi a nieczystymi – pierwsze zabrano na pokład po siedem, drugie po parze.
Noe był dniem i nocą zajęty karmieniem zwierząt i opieką nad nimi, i na pokładzie arki nie spał cały rok. Zwierzęta były najdoskonalszymi przedstawicielami swoich gatunków i zachowywały się najlepiej, jak mogły. Wstrzymały rozmnażanie się na czas rejsu, więc ich liczba nie uległa zmianie. Lew okulawił Noego, czyniąc go niezdolnym do złożenia ofiary, dlatego została ona złożona przez Sema. Kruk stwarzał problemy, nie chcąc odlecieć, gdy Noe wypuścił go z arki i oskarżał patriarchę o chęć zniszczenia jego gatunku. Mimo tego, z punktu widzenia komentatorów, Bóg zadbał o przetrwanie kruków, by mogły przynosić jedzenie prorokowi Eliaszowi.
Odpadki gromadzone były na najniższym z trzech poziomów Arki, ludzie i czyste zwierzęta na drugim poziomie, a nieczyste zwierzęta oraz ptaki na najwyższym. Inne opinie umiejscawiają odpadki na najwyższym poziomie, skąd miały być usuwane przez drzwi w ścianie bocznej. Szlachetne kamienie dostarczały światła jasnego jak w południe, a Bóg chronił żywność przed zepsuciem. Gigant Og, król Baszanu, był pomiędzy ocalonymi – musiał być, skoro następne księgi Tory wspominają o jego potomkach – ale z powodu swoich rozmiarów musiał pozostać na zewnątrz, a Noe dostarczał mu żywność poprzez otwór w ścianach arki.

### Tradycja chrześcijańska

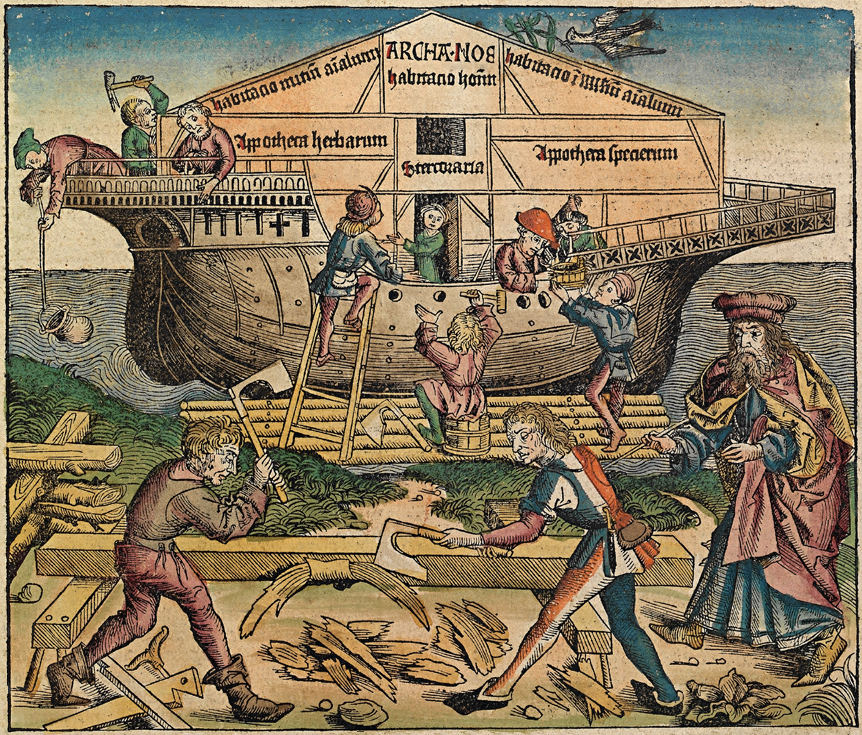
Budowa Arki, Kronika norymberska (1493)

Pisarze wczesnochrześcijańscy tworzyli alegoryczne interpretacje opowieści o Noem i arce. Arka jako miotana przez fale potopu jest symbolem Kościoła walczącego, jako jedyny środek ocalenia symbolem dogmatu, że „poza Kościołem nie ma zbawienia”. W Pierwszym Liście św. Piotra porównane są wybawienie pasażerów Arki przed wodami potopu i zbawienie chrześcijan przez chrzest (1P 3,20-21); nawiązanie do Arki wciąż jest zawarte w anglikańskim porządku liturgicznym chrztu, gdzie prosi się Boga, „który w swym wielkim miłosierdziu wybawił Noego”, by włączył do Kościoła dzieci, które będą ochrzczone.
Św. Augustyn z Hippony (354–430), w dziele O Państwie Bożym, demonstruje pogląd, że wymiary Arki korespondują z wymiarami ludzkiego ciała, które jest ciałem Chrystusa przebywającego w Kościele. Św. Hieronim (ok. 347–420) nazywa kruka, który odleciał i nie powrócił, „okropnym ptakiem nikczemności” wygnanym przez chrzest; bardziej wytrwała gołębica i niesiony przez nią listek oliwny miały symbolizować Ducha Świętego, nadzieję zbawienia i, ostatecznie, pokój.
Według św. Hipolita Rzymskiego (zm. 235), „arka była symbolem Chrystusa, który był spodziewany”. Uważał, że składała się z trzech poziomów, najniższego dla dzikich zwierząt, środkowego dla ptaków i udomowionych zwierząt oraz najwyższego przeznaczonego dla ludzi, a samce oddzielone były od samic ostrymi palami, aby zapobiec kopulacji na pokładzie. Dodawał, że drzwi zostały wzniesione z wschodniej strony, z której spoczywały kości Adama wraz ze złotem, kadzidłem i mirrą, a trasa arki, która pływała tam i z powrotem po powierzchni wody, utworzyła znak krzyża, zanim statek ostatecznie osiadł na górze Kardu „na wschodzie, w kraju synów Rabana, którą mieszkańcy wschodu nazywają górą Godasz; Arabowie i Persowie nazywają ją Ararat”.
Jeśli chodzi o kwestie praktyczne, Orygenes (ok. 182–251) odpowiadał krytykom, którzy powątpiewali, by w arce mogły zmieścić się wszystkie gatunki zwierząt; uważał, że Mojżesz, według tradycji autor Księgi Rodzaju, używał jako jednostki miary łokcia egipskiego, dłuższego od hebrajskiego. Uważał też, iż arka miała kształt ściętej piramidy, o prostokątnej podstawie i spiczastym dachu o wysokości jednego łokcia; nie był jedynym, według którego arka miała kształt prostopadłościanu uwieńczonego spadzistym dachem.

### Tradycja islamska

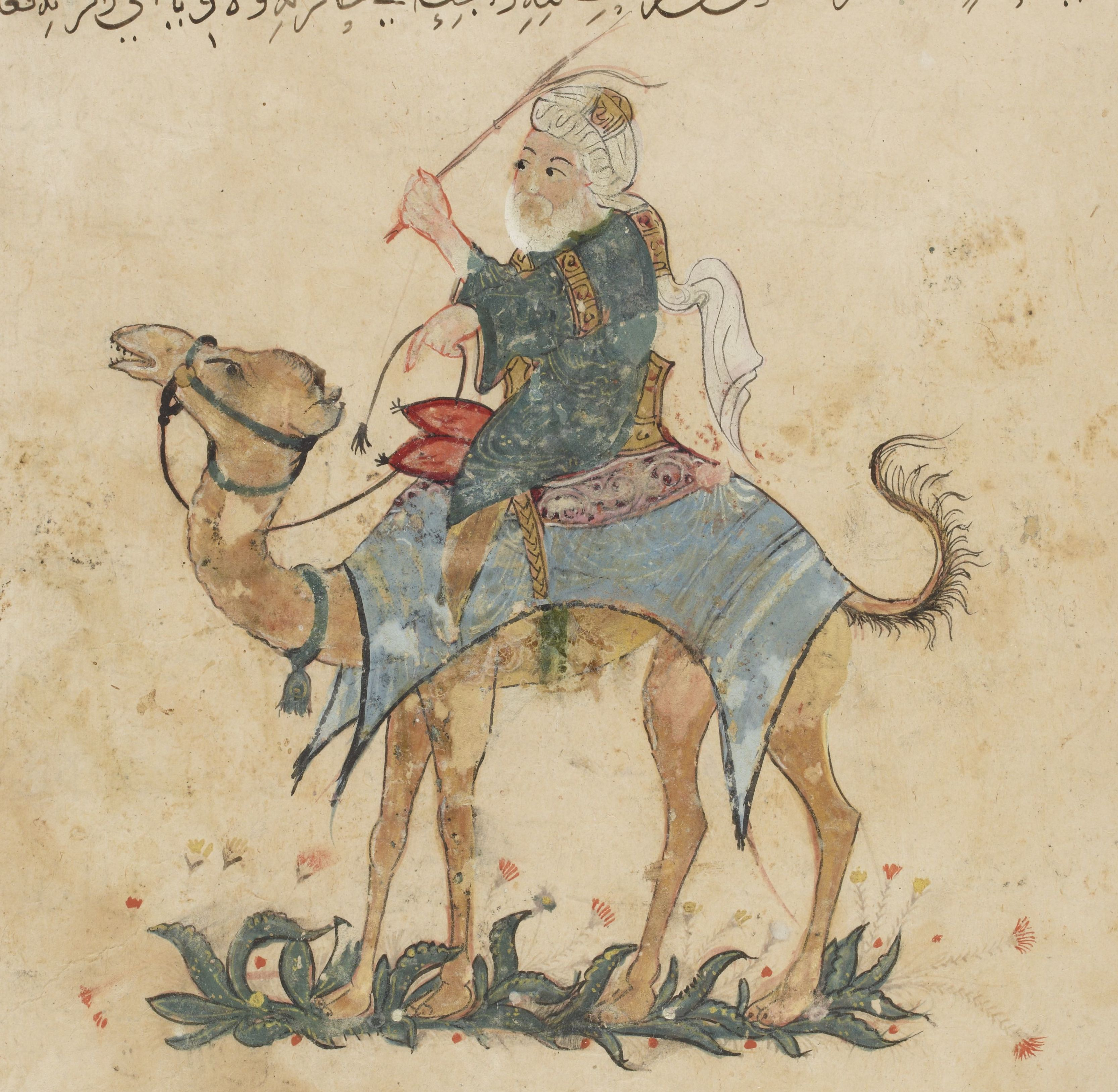
Ibn Battuta, 1304–77, Marokański podróżnik, który wspiął się na górę Al-Dżudi (niedaleko Mosulu), na której, według tradycji islamskiej, osiadła arka.

Noe (Nuh) jest jednym z pięciu głównych proroków islamu, przytaczanym jako przykład różnicy losu tych, którzy uwierzą Słowu i tych, którzy tego nie uczynią. Odniesienia są rozrzucone po Koranie, najpełniejsze znajduje się w surze 11,27-51, zatytułowanej Hud.
Inaczej niż ma to miejsce w tradycji żydowskiej, która używa na określenie arki słowa, które można przetłumaczyć jako „skrzynia”, sura 29,14 nazywa ją słowem safina, które oznacza zwykły statek, a sura 54,13 jako coś, „co zostało zrobione z desek i włókien palmy”. Sura 11,44 mówi o opadnięciu na górę Al-Dżudi, identyfikowaną przez tradycję z wzgórzem nieopodal miasta Dżazirat ibn Umar na wschodnim brzegu Tygrysu w prowincji Niniwa (północny Irak), a Al-Masudi (zm. 956) twierdził, że w jego czasach wciąż można było zobaczyć punkt w miejscu, gdzie osiadła. Al-Masudi mówił także, że arka zaczęła swą podróż z miejsca, gdzie obecnie leży miasto Al Kufa w środkowym Iraku, i popłynęła nad Mekkę, gdzie zatoczyła nad Kaaba, by ostatecznie spocząć na górze Al-Dżudi. Sura 11,41 podaje słowa Noego: „I on powiedział: „Wsiadajcie na statek! Niech on płynie W Imię Boga i niech przybija do portu!” Al-Baidawi napisał w XIII wieku, że Noe użył słów „W Imię Boga!” zarówno wtedy, gdy chciał, by odpłynęła, jak i wtedy, gdy chciał, by się zatrzymała.
Potop został zesłany przez Allaha w odpowiedzi na modlitwę Noego, który prosił o zniszczenie tego złego pokolenia; Noe był prawy i kontynuował pracę kaznodziejską, która zaowocowała nawróceniem siedemdziesięciu bałwochwalców; zostali oni zabrani do arki wraz z nim, przez co na pokładzie było 78 ludzi (siedemdziesięciu nawróconych i ośmiu członków rodziny Noego). Byli bałwochwalcy nie mieli dzieci, przez co cała ludzkość wywodzi się od dzieci Noego. Czwarty syn (lub według innych wnuk), Kanaan, był bałwochwalcą i utonął w potopie wraz z innymi grzesznikami.
Al-Baidawi podaje wymiary arki jako 300 na 50 na 30 łokci, uważał też, że na najniższy poziom przeznaczony był dla zwierząt (zarówno dzikich, jak i udomowionych), drugi dla ludzi a trzeci dla ptaków. Na każdej desce było imię proroka. Trzy utracone deski, symbolizujące trzech proroków, były zabrane do Egiptu przez Oga, syna Anaka, jedynego giganta, który przeżył potop. Do środka zostało zabrane ciało Adama, by oddzielić kobiety od mężczyzn.
Noe spędził na pokładzie arki pięć lub sześć miesięcy, a po ich upłynięciu wypuścił kruka. Jednak kruk zatrzymał się, by jeść padlinę, więc Noe przeklął go i wypuścił gołębicę, która miała być odtąd uważana za największą przyjaciółkę ludzkości. Al-Masudi pisał, że Bóg nakazał ziemi wchłonąć wodę, a te tereny, które czyniły to wolno, musiały wchłonąć za karę słoną wodę, przez co zostały wypalone i suche. Wody, które nie zostały wchłonięte, utworzyły morza, przez co wody potopu wciąż istnieją.
Noe opuścił arkę dziesiątego dnia miesiąca muharram, a następnie wraz z rodziną i towarzyszami zbudował u stóp góry Al-Dżudi miasto nazwane, dla wyrażenia liczby uratowanych, Thamanin („osiemdziesiąt”). Następnie Noe zamknął arkę i przekazał klucze Semowi. Jakut al-Hamawi (1179–1229) wspomina, że meczet zbudowany przez Noego można było zobaczyć jeszcze w jego czasach, a Muhammad Ibn Battuta zdobył górę Al-Dżudi w XIV wieku. Współcześni muzułmanie, chociaż nie są aktywni w poszukiwaniu arki, wierzą, że wciąż spoczywa na wysokogórskich łąkach.

### Inne tradycje
Bahaizm, religia założona w XIX-wiecznej Persji przez Bahá'u'lláha, stoi na straży poglądu, że arka i potop w Biblii i Koranie to symbole. Według bahaizmu, towarzysze Noego byli duchowo żywi, chroniąc się w arce jego nauki, a inni byli duchowo martwi. Święta księga bahaizmu, Kitab-i-Aqdas, popiera twierdzenie islamu, że Noe zabrał do Arki oprócz rodziny więcej towarzyszy, 40 lub 72, naucza też, że wiek Noego wynosił nie 950 lat słonecznych, lecz mają one znaczenie symboliczne.
Jezydzi, Kurdowie żyjący w okolicach Mosulu, wyznają charakterystyczną, synkretyczną wiarę łączącą elementy islamu i innych religii. Według Czarnej księgi jezydów potop nie nastąpił raz, lecz dwa razy. Pierwszy potop przeżył Na'umi, ojciec Chama, którego arka spoczęła w miejscu Ain Sifni, w okolicach Mosulu. Nieco później nastąpił drugi potop, który dotknął jedynie jezydów, ocalał Noe; jego statek został uszkodzony przez skałę pływającą niedaleko góry Sindżar, a następnie osiadła na górze Al-Dżudi, o czym mówi tradycja islamska.
Mandejczycy, żyjący w południowym Iraku, odnoszą się do Noego jako proroka, choć odrzucają Abrahama (i Jezusa) jako fałszywych proroków. Według wersji podanej w ich pismach arka była zbudowana z drewna drzewa sandałowego z góry Hor i miała kształt sześcianu, o długości, szerokości i wysokości 30 gama (długości ręki); ostatecznie osiadła w Egipcie.

## Spojrzenie naukowców i krytycznej biblistyki

### Analiza opowieści

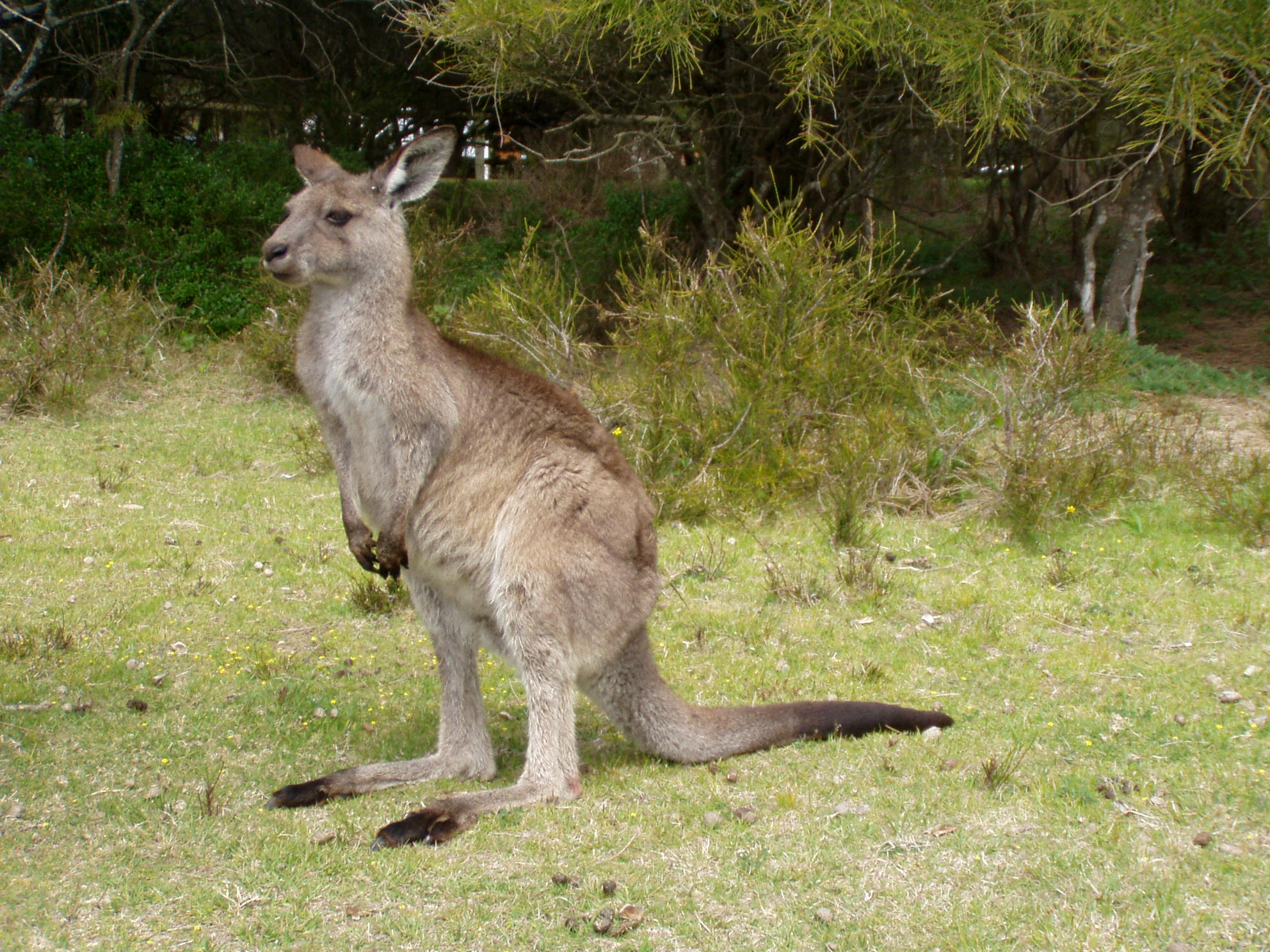
Wraz z odkryciami geograficznymi zaczęto zadawać pytania: Jak kangury mogły być zabrane do arki Noego, skoro wtedy nawet nie znano Australii? lub Dlaczego różne niezwykłe zwierzęta nie są wspomniane w opowieści o potopie?

W epoce renesansu kontynuowano spekulacje na temat arki, które mogą wydawać się niezrozumiałe w czasach współczesnych: pytano między innymi w jaki sposób Feniks, który był jedynie jeden, mógł utworzyć parę (według popularnego wyjaśnienia był dwupłciowy, a przez to liczony jako para), lub czy na pokład zabrano niosące zagładę żeglarzom syreny (odpowiedź brzmiała nie, pływały poza statkiem). Mniej więcej w tym samym czasie powstała nowa klasa uczonych, która, choć nigdy nie negowała prawdy dosłownie odczytywanej opowieści o arce, zaczęła rozważać kwestie praktyczne związane ze statkiem w oparciu o obserwacje natury. Dlatego w XV wieku Alfonso Tostada podawał szczegóły dotyczące logistyki arki, rozważając kwestie usuwania odpadków zwierzęcych oraz wentylacji, a XVI-wieczny geometra Johannes Buteo obliczył wewnętrzne wymiary arki, uważał też, że pokój Noego był zaopatrzony w żarna i bezdymny piec; model ten został zaadaptowany przez innych komentatorów.
Od XVII wieku stało się niezbędne pogodzenie eksploracji Nowego Świata z zauważaniem wielkiej różnorodności, oraz nierównomiernego rozmieszczenia gatunków, ze starą wiarą, że pochodzą one z jednego punktu, góry Ararat, na której osiadła arka. Wyjaśniano to tym, że ludzie, rozchodząc się po zaniechaniu budowy wieży Babel, zabierali ze sobą różne zwierzęta tak, że efekty były charakterystyczne: dlaczego przodkowie mieszkańców Ameryki Północnej zabrali z sobą grzechotniki, ale nie konie? – zastanawiał się sir Thomas Browne w 1646 – „To, że Ameryka obfituje w drapieżne i niebezpieczne zwierzęta, a nie zamieszkuje jej koń, jedno z najbardziej niezbędnych stworzeń, jest bardzo dziwne”.
Browne, który jako jeden z pierwszych zaczął podawać w wątpliwość samorództwo, był doktorem medycyny i naukowcem amatorem obserwującym świat podczas podróży. Również bibliści z tego okresu, tacy jak Justus Lipsius (1547–1606) i Athanasius Kircher (ok. 1601–1680) zaczęli poddawać opowieść o arce dogłębnym analizom, by pogodzić treść Biblii z wiedzą na temat historii naturalnej. Wynikiem ich hipotez było znaczne przyspieszenie badań nad geograficznym rozmieszczeniem roślin i zwierząt, czego owocem było pojawienie się w XVII wieku nowej nauki – biogeografii. Badacze historii naturalnej zaczęli analizować związki pomiędzy klimatem a przystosowaniami roślin i zwierząt. Jedną z teorii powstałych w wyniku tego było twierdzenie, że okolice biblijnych gór Ararat były podzielone na wiele stref klimatycznych, a po zmianie klimatu zgromadzone dotąd w jednym miejscu zwierzęta rozeszły się, ostatecznie rozprzestrzeniając się na cały glob. Istniał także odwieczny problem – rosnąca liczba znanych gatunków: dla Kirchera i wczesnych badaczy historii naturalnej nie istniał duży problem ze znalezieniem miejsca na arce dla wszystkich znanych gatunków, ale w czasach pracy Johna Raya (1627–1705), tylko kilka dekad po Kircherze, ich liczba gwałtownie wzrosła. Pomieszczenie przedstawicieli wszystkich gatunków zaczęto uznawać za bardzo trudne i od około 1700 roku kilku historyków naturalnych zaczęło podważać dosłowność opowieści o arce.

### Nowożytna krytyka biblijna

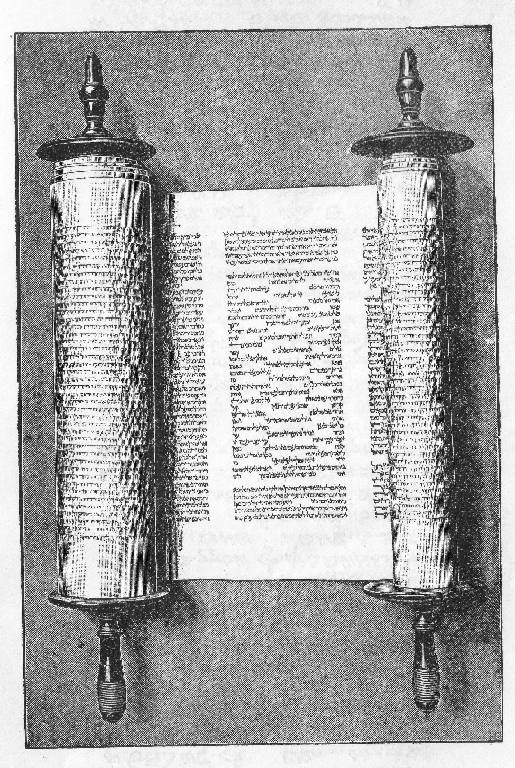
Zwój tory, początek 15 rozdziału Księgi Wyjścia: British Library Add. MS. 4707

Według żydowskiej i chrześcijańskiej tradycji Tora, której częścią jest Księga Rodzaju i opowieść o arce, była napisana przez Mojżesza i jest natchniona przez Boga, i przez wiele stuleci kwestionowanie tego poglądu wiązało się z ryzykiem ostracyzmu lub jeszcze gorszego losu. Jednak racjonalistyczna rewolucja w XVII i XVIII wieku (epoka oświecenia) zaowocowała powstaniem krytycznej biblistyki, która traktowała Biblię jako dzieło ludzkich autorów. Kompilacja ich poglądów została zebrana w 1886 roku przez Juliusa Wellhausena w dziele Prolegomena zur Geschichte Israels [Prolegomena do historii Izraela], książce, która była tym dla biblistyki, czym dzieło Karola Darwina O pochodzeniu gatunków było dla biologii. Jądrem teorii źródeł Wellhausena, której założenia są także dzisiaj ważnym elementem biblistyki, było zbiorowe autorstwo Pięcioksięgu, który miał być ostatecznie skompilowany w około połowy I tysiąclecia p.n.e.
Wellhausen wyróżniał cztery niezależne źródła tekstu, zwanych J, E, D i P. Złączenie tekstów miało przypadać na okres niewoli babilońskiej. Dwóch spośród autorów tekstu, J (skrót od Jahwista) i P (skrót od źródło kapłańskie), wzniosło swój wkład w opowieść o arce, a kompilacja wyjaśnia wiele niejasności i sprzeczności, które wprawiały w zakłopotanie komentatorów biblijnych już od średniowiecza; przykładowo odpowiada na pytania:
- Dlaczego Biblia dwukrotnie wspomina o występkach ludzkości (Rdz 6,5 i 6,8-13)?
- Dlaczego według jednego tekstu Noe miał wprowadzić parę czystych zwierząt (Rdz 6,19-20) a według innego siedem par (Rdz 7,2-3)?
- Dlaczego według jednego wersetu wody podnosiły się 40 dni (Rdz 7,17) a według innego 150 (Rdz 7,24)?
- Dlaczego opowieść posiada dwa logiczne zakończenia (Rdz 8,20-22 i 9,1-17)?[21]

Jahwista jest autorem wcześniejszego tekstu, skomponowanego w królestwie Judy z tekstów jeszcze wcześniejszych, powstałych przed podziałem na Izraela i Judę ok. 930 p.n.e. Ta opowieść jest prostsza: Bóg zesłał potop (który trwał czterdzieści dni), Noe i jego rodzina oraz zwierzęta zostały uratowane (siedem par wszelkich czystych zwierząt, po jednej parze nieczystych), Noe zbudował arkę i złożył ofiarę, a Pan postanowił, że już nigdy nie zniszczy życia na ziemi za pomocą potopu. Jahwista nie wspomina o przymierzu pomiędzy Bogiem a Noem.
Tekst kapłański ma być skomponowany przez kapłanów Świątyni Jerozolimskiej z rodu Aarona po upadku północnego królestwa Izraela w 722 p.n.e., z zamiarem odpowiedzenia na niektóre punkty tekstu Jahwisty. Tekst kapłański zawiera więcej szczegółów niż Jahwisty – na przykład początkowy opis budowy arki i szczegóły dotyczące chronologii – a dodatkowo dodaje teologiczne jądro historii, przymierze między Bogiem a Noem w Rdz 9,1-17, którego opis następuje po opisie Jahwisty dotyczącym ofiary i informacji złożeniu przez Boga w zamian za to obietnicy, że nie zniszczy więcej życia na ziemi. To tekst kapłański podaje informacje o kruku (Jahwista pisze o gołębicy) i tęczy oraz zaczyna się otworzeniem upustów nieba i tryśnięciu źródeł Wielkiej Otchłani (Jahwista mówi po prostu o deszczu). Wszystkie teksty Pięcioksięgu zostały zredagowane po powrocie z niewoli babilońskiej w V wieku p.n.e.
Na szczeblu teologicznym temat decyzji Jahwe, by ukarać ludzi za ich występki i późniejszej obietnicy, że nie będzie już więcej karał ludzi w taki sposób, jest typowy dla Jahwisty, który ukazuje Boga jako istotę antropomorficzną, która objawia się w tekście jako osoba. Dla kontrastu źródło kapłańskie prezentuje Boga jako istotę transcendentną, o nieprzekraczalnym dystansie do ludzi, tak jak o tym uczyli kapłani. W rezultacie Jahwista mówi o ofierze złożonej przez Noego, co wymaga zabrania siedmiu par czystych zwierząt, natomiast źródło kapłańskie redukuje tę liczbę do jednej pary, przeciwstawiając się możliwości składania ofiar przed życiem Aarona, pierwszego kapłana, pojawiającego się w Księdze Wyjścia.
W późniejszych dekadach teoria źródeł spotkała się ze sprzeciwem biblistów, którzy byli zwolennikami późniejszego powstania tekstów biblijnych, niż było to zakładane przez starszą generację biblistów i przeciwstawiali się widzeniu w tekstach jakiejkolwiek wartości. Ci minimalistyczni bibliści podkreślali silne związki mitów mezopotamskich i historii o stworzeniu, wieży Babel, oraz pojedynczych elementów wielu innych opowieści; uważali, że opowieść o arce została napisana w Babilonie, po zniszczeniu królestwa Judy przez Babilończyków w 587 p.n.e. Według nich, opierając się na historiach o babilońskich bogach stwarzających i kontrolujących świat (włączając to w historię o uratowaniu człowieka przed powodzią przez bogów), wygnani kapłani żydowscy napisali nowe ich wersje dla potwierdzenia prymatu Boga Jahwe, skutecznie zmniejszając siłę oddziaływania babilońskich mitów i kultów. Umberto Cassuto, E. Nielsen i F.I. Andersen bronili spójności opowieści o potopie, a Gordon Wenham (1978) uważał, że tekst jest pojedynczą figurą retoryczną, strukturą chiastyczną, która mogła być skomponowana jedynie jako jedność.

### Potop w opowieściach mezopotamskich
Większość współczesnych biblistów akceptuje tezę, że biblijna opowieść o potopie jest powiązana z mitologią mezopotamską i posiada wiele podobnych cech. Mezopotamski mit o potopie jest bardzo stary – jego korzenie sięgają III tysiąclecia p.n.e. Duża liczba oryginalnych sumeryjskich, akadyjskich i asyryjskich tekstów, zapisanych pismem klinowym, została odkryta przez archeologów, lecz wciąż znajdowane są nowe, trwa także ich tłumaczenie.
Najwcześniejszy z ocalałych tekstów, poemat Atrahasis, datowany jest według kolofonu na okres panowania wnuka Hammurabiego, Ammi-saduqa (1646-1626 p.n.e.). Napisane w języku akadyjskim dzieło mówi o tym, jak bóg Enki ostrzegł herosa Atrahasisa z miasta Szuruppak, by opuścił swój dom (zrobiony z trzciny) i zbudował łódź, by uchronić się przed powodzią zesłaną przez boga Enlila, zdenerwowanego hałasem miast, planującego zniszczyć ludzkość. Łódź miała dach „przypominający Abzu” (podziemny, słodkowodny ocean, którego panem był Enki), niższy i wyższy poziom oraz była powleczona smołą. Atrahasis schronił się w łodzi wraz z rodziną i zwierzętami, a następnie zamknął drzwi. Zaczęły się burza i powódź. Nawet bogowie byli przestraszeni. „Rzeki były pełne ludzkich ciał jak ważek”. Po siedmiu dniach powódź skończyła się a Atrahasis złożył ofiarę. Enlil wpadł w furię, ale Enki, przyjaciel rodzaju ludzkiego, przeciwstawił się mu mówiąc „Uznałem za słuszne, by życie przetrwało” i ostatecznie Enki oraz Enlil zgodzili się w inny sposób kontrolować ludzką populację. Historia istnieje także w późniejszej, asyryjskiej wersji.
Historia Ziusudry spisana jest w języku sumeryjskim we fragmentarycznym dziele zwanym Genesis z Eridu, którego powstanie szacowane jest po kroju pisma na drugą połowę XVII wieku p.n.e. Opowiada o tym, jak Enki ostrzegł Ziusudrę (którego imię znaczy „ten, który zobaczył życie”, co odnosi się do danej mu przez bogów nieśmiertelności), króla Szuruppaku, przed boską decyzją zniszczenia rodzaju ludzkiego przez powódź – fragment mówiący o przyczynach decyzji nie zachował się. Enki nakazuje Ziusudrze zbudować dużą łódź – wstęp do tego również przepadł. Po trwającej siedem dniu powodzi, Ziusudra złożył ofiarę bogu Anu (bogu nieba) oraz wykonał prostrację przed nim, a Enlil (wódz bogów) dał mu życie wieczne w Dilmunie, sumeryjskim raju.
Historia Utnapisztima (tłumaczenie imienia „Ziusudra” na język akadyjski), epizod babilońskiego Eposu o Gilgameszu, jest znana z kopii z pierwszego tysiąclecia p.n.e. i prawdopodobnie zaczerpnięta jest z historii Atrahasisa. Ellil, (odpowiednik Enlila), wódz bogów, postanowił zniszczyć ludzkość za pomocą powodzi. Utnapisztim, król Szurrupaku, został ostrzeżony przez boga Ea (odpowiednika Enkiego) by opuścił swój dom z trzcin, użył materiałów z niego do budowy statku i załadował na niego złoto, srebro, i nasienie wszystkich istot żyjących oraz wszystkich swoich rzemieślników. Po trwającej siedem dni burzy i dalszych dwunastu dniach pozostawania wody, statek osiadł na górze Nizir; po następnych siedmiu dniach Utnapisztim wypuścił gołębicę, która wróciła, później jaskółkę, która również wróciła, a ostatecznie kruka, który już nie powrócił. Utnapisztim złożył ofiarę bogom, a bogowie poczuli zapach palonego mięsa. Ellil był zły, że człowiek ocalał, ale Ea zganił go, mówiąc: „Jak mogłeś bez zastanowienia zesłać potop? Na grzesznika spadnie jego grzech, na krzywdziciela zadana przez niego krzywda. Powstrzymaj się, nic nie rób, bądź miłosierny.” Utnapisztim i jego żona zostali obdarzeni nieśmiertelnością i nakazano im zamieszkać „daleko stąd, u ujścia rzek”.
W III wieku p.n.e. Berossos, arcykapłan w świątyni Marduka w Babilonie, spisał (po grecku) historię Mezopotamii dla króla Antiocha I Sotera (ok. 324-261 p.n.e.). Dzieło Berossosa o tytule Babylonika nie ocalało, ale na przełomie III i IV wieku chrześcijański historyk Euzebiusz z Cezarei wspomniał o legendzie o Ksisutrusie (grecka wersja imienia „Ziusudra”), historii, która brzmiała tak samo. Euzebiusz konkludował, że statek był wciąż obecny „w górach Korkyreńskich w Armenii; a ludzie zdrapywali smołę, którym był powleczony, i robili z niej odtrutki i amulety”.

## Dosłowna interpretacja Biblii

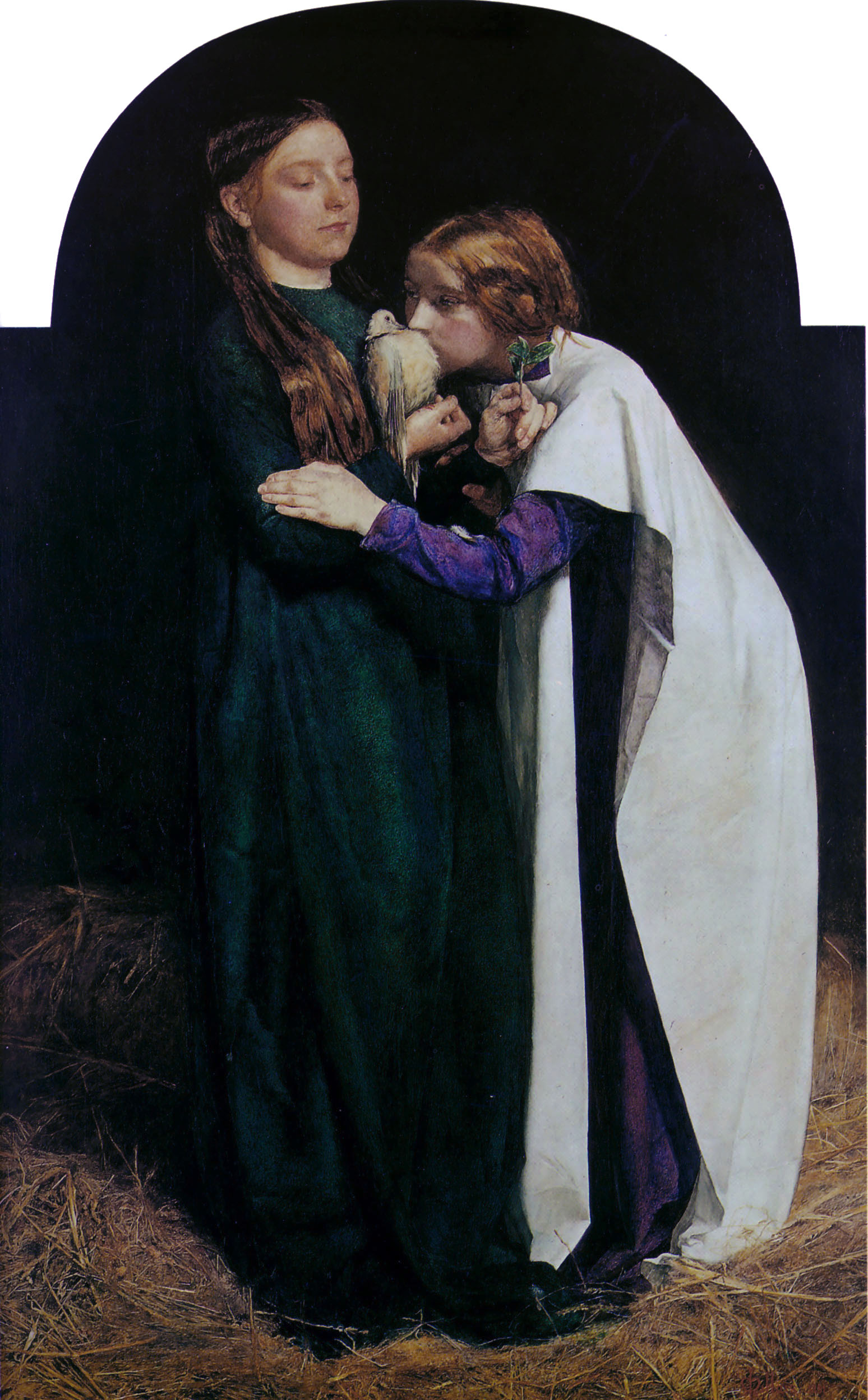
John Everett Millais: Powrót gołębicy do arki (1851)

Wielu ortodoksyjnych żydów i konserwatywnych chrześcijan wierzy w bezbłędność Biblii, koncepcję, że Biblia, jako słowo Boga, jest pozbawione błędów, lecz musi być odpowiednio interpretowana. Są także zwolennikami tradycyjnej koncepcji autorstwa ksiąg biblijnych. Biblię interpretują przy pomocy tradycyjnych metod hermeneutyki i metody historyczno-gramatycznej, odrzucając metodę historyczno-krytyczną. Akceptują tradycyjne twierdzenie Żydów, że Księga Rodzaju została spisana przez Mojżesza. Są mniej zgodni, jeśli chodzi o kwestię, kiedy Mojżesz żył i opowieść o arce została spisana – padają tu różne daty, począwszy od XVI a kończąc na XIII wieku p.n.e.
Co do daty potopu, literaliści opierają się na genealogiach podanych w 5 i 11 rozdziale Księgi Rodzaju. Arcybiskup James Ussher, używając w XVII wieku tej metody, określił datę potopu na 2349 p.n.e., i ta data wciąż jest przez wielu akceptowana. Jednak bardziej współczesny fundamentalista biblijny, Gerhard F. Hasel, w świetle różnych manuskryptów biblijnych (tekstu masoreckiego w języku hebrajskim, różnych manuskryptów greckiej Septuaginty) i mając inną opinię w kwestii prawidłowej interpretacji, uważa, że potop musiał nastąpić pomiędzy 3402 a 2462 rokiem p.n.e. Inne opinie, bazując na innych źródłach, nawet na apokryficznej Księdze Jubileuszów, podają datę na 2309 rok p.n.e.
Literaliści uważają, że niejasności w opowieści o arce wynikają ze stosowania metod stylistycznych charakterystycznych dla starożytnych tekstów: w odpowiedzi na pytanie, czy Noe wprowadził do arki po siedem par czystych zwierząt czy jedynie po parze wyjaśniają, że Biblia najpierw podaje, iż zwierzęta były wprowadzane parami, a następnie precyzuje liczbę zwierząt czystych (istnieje też pogląd, że Noe wprowadził siedem sztuk zwierząt czystych – po trzy pary zwierząt i jednej sztuce przeznaczonej na ofiarę). Literaliści nie widzą żadnych sprzeczności w odniesieniu do kruka, uważając, że Noe mógł zwolnić kruka z jego zadania, oraz nie dostrzegają dwóch alternatywnych zakończeń.
Oprócz kwestii dotyczących daty, autorstwa i integralności tekstu, literaliści przykładają dużą wagę do wyjaśniania kwestii technicznych, jak identyfikacja „drzewa żywicznego” i szczegółów konstrukcji Arki. Oto popularne twierdzenia w często omawianych tematach:
- Drzewo żywiczne: Rdz 6,14 podaje, że Noe zbudował arkę z drzewa גפר (gofer); słowo to nie występuje w innych miejscach Biblii ani w języku hebrajskim. Jewish Encyclopedia („Żydowska Encyklopedia”) podaje, że mogło być to tłumaczenie babilońskiego wyrażenia „gushure iş erini” (belki cedrowe), lub asyryjskiego wyrażenia „giparu” (trzcina)[33]. Septuaginta (III–I wiek p.n.e.) tłumaczy to jako ξύλων τετραγώνων („xylon tetragonon”), „kwadratowe drewno”[34]. Podobnie Wulgata (V wiek) tłumaczy to jako „lignis levigatis”, „gładkie drewno”. Starsze przekłady angielskie, między innymi King James Version (XVII wiek), a w języku polskim Biblia gdańska i Biblia poznańska, nie tłumaczą tego wyrażenia. Wiele współczesnych przekładów tłumaczy to jako cyprys (chociaż w biblijnym hebrajskim słowo „cyprys” to erez), a inne tłumaczą to jako sosna lub cedr. Według innych sugestii chodzi o drzewo laminowane, obecnie wymarły gatunek drzewa, lub błędną transkrypcję słowa kopher czyli żywica (większość polskich przekładów tłumaczy wyrażenie jako „drzewo żywiczne”)[35].
- Pływalność: długość arki jest podawana jako 300 łokci, wymiarem łokcia była odległość od łokcia do końców palców. W starożytności używano wielu różnych łokci, jednak w istocie były one podobne, i literaliści zgadzają się, że długość arki wynosiła około 135 metrów. Byłby to najprawdopodobniej największy drewniany statek zbudowany kiedykolwiek w historii: według niektórych źródeł, żyjący na początku XV wieku chiński admirał Zheng He używał dżonek długości około 122 metrów, ale najdłuższy udokumentowany statek drewniany, szkuner Wyoming, miał długość jedynie 329,5 stóp (100 m) i wymagał żelaznego usztywnienia dla zapobiegania wyginaniu się drewna oraz pompy parowej z powodu nieszczelności. „Konstrukcja i historia użycia tych [drewnianych, pochodzących z końca XIX wieku, europejskich] statków wskazują, że istnieją techniczne limity maksymalnej wielkości statków drewnianych”[36]. Niektórzy literalistyczni bibliści twierdzą, że Noe musiał używać zaawansowanych technik, jakie zaczęto powszechnie używać po XIX wieku, takich jak rama przestrzenna.
- Pojemność i logistyka: Arka miała mieć kubaturę 40 000 m³ i powierzchnię podłóg około 9300 m²[37]. Kwestia, czy Arka mogła zmieścić po parze (lub więcej) przedstawicieli wszystkich gatunków (włączając w to obecnie wymarłe) oraz żywność i słodką wodę, jest kwestią debaty, a nawet ostrych sporów, pomiędzy literalistami i ich oponentami. Chociaż niektórzy literaliści twierdzą, że do arki zabrano przedstawicieli wszystkich gatunków (nauka współczesna zna 1 milion gatunków zwierząt), obecnie bardziej rozpowszechnione jest twierdzenie, że na pokład zabrano raczej przedstawicieli „stworzonych rodzajów” (baraminów) niż gatunków – na przykład, samiec i samica rodzaju „kot” reprezentowała tygrysy, lwy, pumy itd.[38] Do wielu innych rozważanych kwestii należą pytania, jak ośmiu ludzi mogło zapewnić opiekę wszystkim zwierzętom na arce (zwłaszcza, że równocześnie ich ciała musiałyby być gospodarzami ok. 50 gatunków pasożytów człowieka), jak zapewniono pokarm zwierzętom wymagającym specjalnej żywności, jak zwierzęta były chronione przed atakiem innych, a także kwestie oświetlenia, wentylacji, kontroli temperatury, hibernacji, przetrwaniem i kiełkowaniem nasion, pozycji słodkiej wody i ryb słonowodnych, co jadły zwierzęta zaraz po wyjściu z arki, jak dotarły (lub zostały dostarczone) do arki ze wszystkich zakątków ziemi, jak powróciły do swych rodzimych siedlisk przez ogołocone, spustoszone przez potop tereny, i jak ośmiu ludzi mogło zapewnić niezbędną dla dobrego zdrowia genetyczną różnorodność rodzajowi ludzkiemu. Literaliści, choć zgadzają się, że są to zarzuty do obalenia, dają różne odpowiedzi na te pytania.

### Ograniczony zasięg potopu
Niektórzy apologeci historyczności opowieści o arce uważają, że potop miał jedynie lokalny zasięg; twierdzą, że hebrajski termin kol-ha’arec – „cała ziemia” – nie musi wcale oznaczać wcale całego globu, ale jedynie cały określony obszar. Zmniejszałoby to trudności w pogodzeniu opowieści z wiedzą historyczną oraz przyrodniczą. Teza taka nie cieszy się jednak popularnością wśród literalistów biblijnych, którzy pytają np.: „Dlaczego więc Bóg nakazał Noemu zbudować arkę, a nie nakazał udać się w daleką podróż?”

### Poszukiwania arki Noego

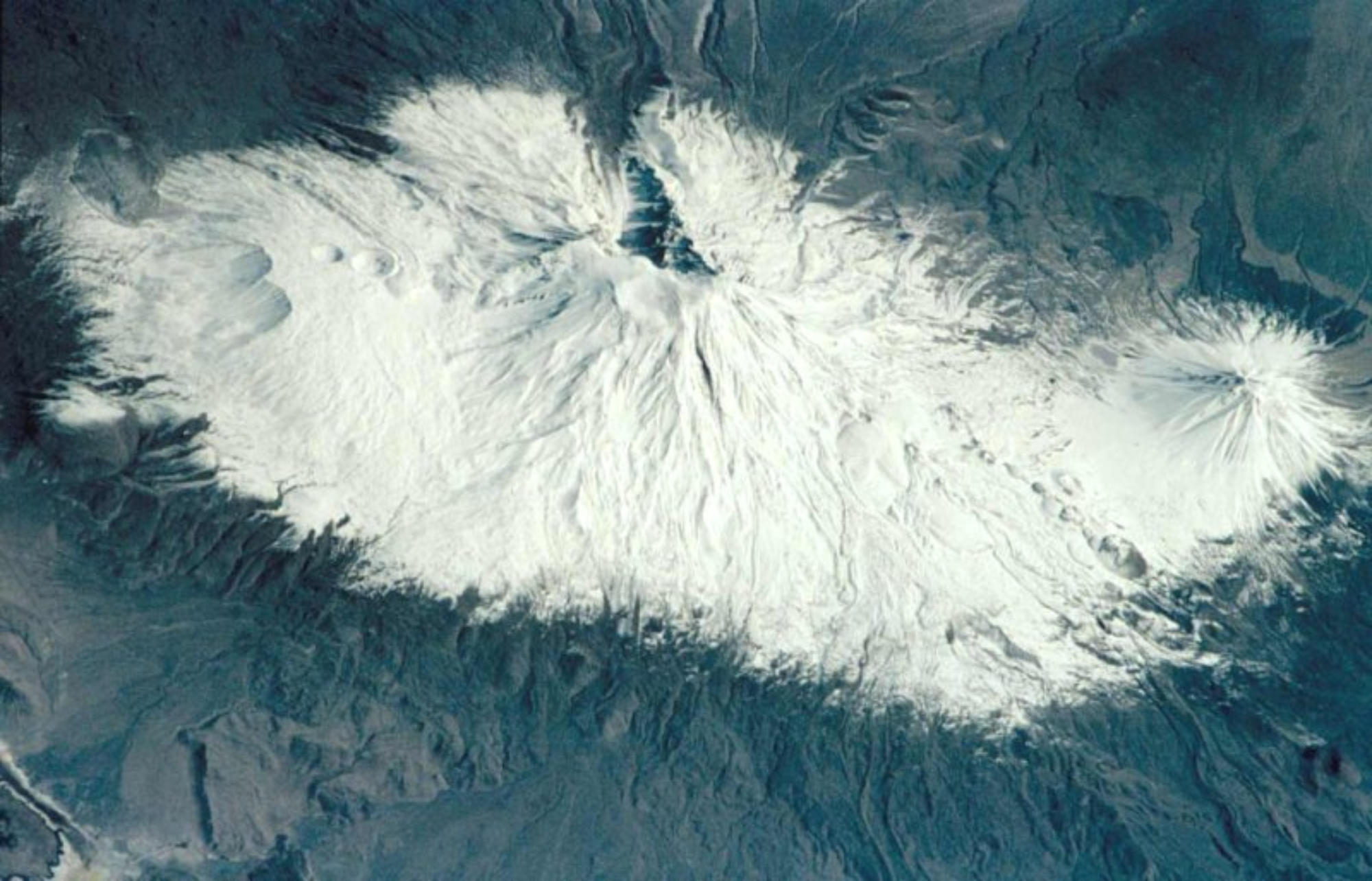
Przez wieki góra Ararat (na zdjęciu) była miejscem poszukiwań arki. Ostatnio obiektem badań stała się góra Sabalan w Iranie, ponad 300 kilometrów dalej

Wierzący w historyczność Księgi Rodzaju nie ustają w poszukiwaniach arki, której odkrycie miałoby potwierdzić ich poglądy dotyczące geologii i ewolucji. Twierdzą: „Jeśli istotnie potop Noego unicestwił ludzkość i cywilizację, jak o tym uczy Biblia, arka zostanie ważnym źródłem wiedzy o przedpotopowym świecie. Żadne inne ważne znalezisko nie może być bardziej starożytne i ważne, o potencjalnie olbrzymim znaczeniu dla dyskusji między zwolennikami kreacjonizmu i ewolucji (wliczając ewolucję teistyczną)”.
Poszukiwania koncentrują się na górze Ararat, chociaż Księga Rodzaju wspomina jedynie o „górach Ararat”. Formacja Nuh’un Gemisi, niedaleko góry, jednak nie na niej samej, dużo bardziej dostępna, skupiała uwagę w latach 80. i 90. XX w.; na początku 2004 roku pewien biznesmen z Honolulu przybył do Waszyngtonu by rozgłosić o ekspedycji planowanej w celu zbadania miejsca, które nazywał „anomalią Ararat”, lecz czasopismo National Geographic stwierdziło później, że był to nieefektywny „popis” mający na celu „przekonanie rządu tureckiego do wyrażenia pozwolenia”, które „kilka ekspedycji ostatecznie otrzymało”; natomiast w 2006 zainteresowanie wzbudził raport pewnej ekspedycji o potencjalnym miejscu spoczynku arki w Iranie. Istnieje wiele, sięgających starożytności, relacji o znajdowaniu w pobliżu masywu Ararat drewnianych fragmentów z arki, a nawet o oglądaniu jej pozostałości. Jednak nie sposób jednoznacznie potwierdzić tych doniesień.

## Arka Noego w sztuce

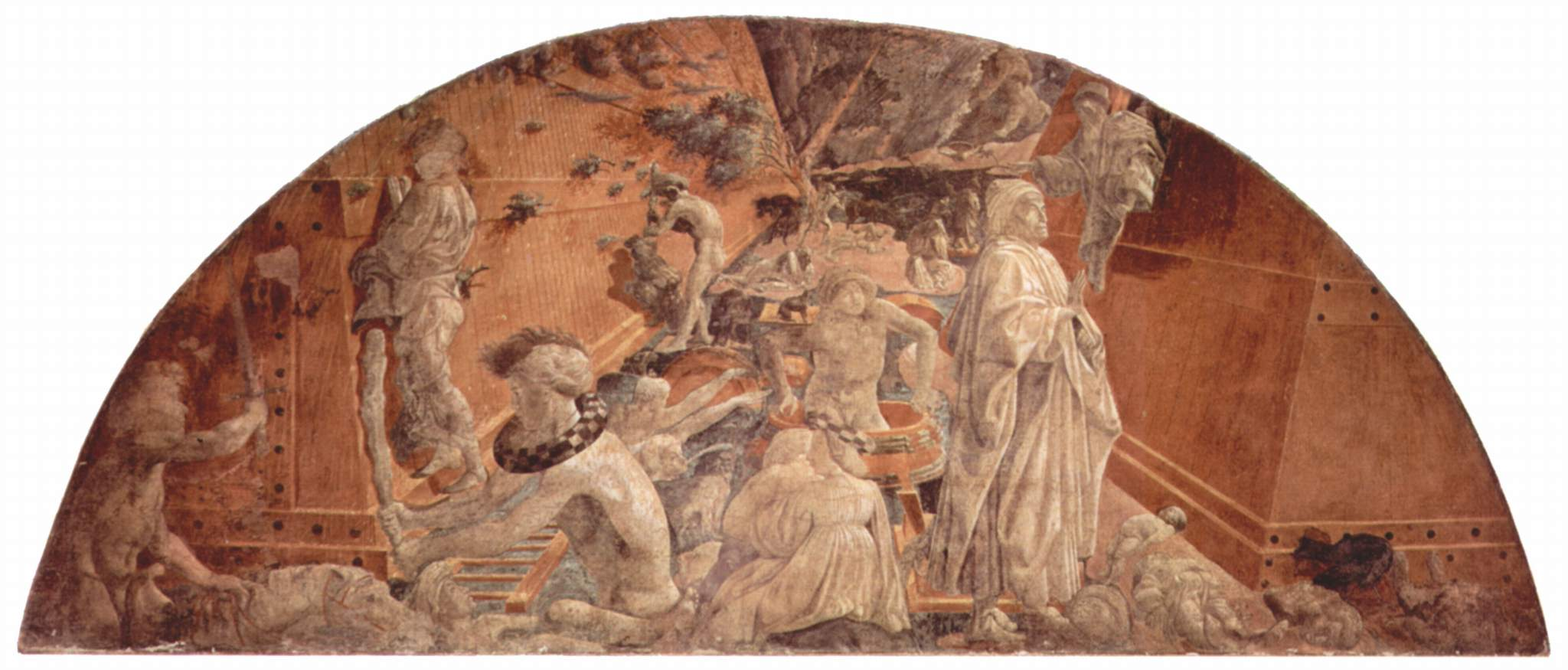
Paolo Uccello, malowidło z Santa Maria Novella we Florencji, 1446-1448

Przedstawienia arki występują we wszystkich okresach sztuki chrześcijańskiej. W sztuce wczesnochrześcijańskiej i średniowiecznej wyobrażenia arki odnoszą się przeważnie do treści teologicznych i symbolicznych opowieści, które wyrażane są najczęściej za pomocą alegorii – np. zwierzęta czyste i nieczyste to alegoria sprawiedliwych i grzeszników, bezpieczna arka na spiętrzonych wodach potopu to alegoria Kościoła walczącego, arka jako jedyny środek wybawienia to alegoria dogmatu katolickiego, że „poza Kościołem nie ma zbawienia”. W sztuce wczesnochrześcijańskiej arkę przedstawiano jako otwartą, prostokątną skrzynię pływającą po wodach, z której do połowy wysokości ciała wynurza się samotna figura modlącego się Noego (typ oranta) – arka jest tu symbolem ocalenia, Noe zaś symbolem duszy ocalonej przez Boga. Przykładem tego typu przedstawienia motywu arki mogą być sarkofag Julianny (III w.), malowidła z katakumb Pryscylli (II w.) oraz malowidła z katakumb Domicylli (III w.). W bliskowschodnim malarstwie synagogalnym o charakterze monumentalnym rozpowszechnił się wywodzący się z hellenistycznej literatury biblijnej typ arki jako skrzyni pełnej ludzi i zwierząt – przykładami mogą być cykle narracyjne z synagogi w Dura Europos (obecnie znajdujące się w Damaszku) lub zachowane tylko częściowo cykle z synagogi w Gerazie. Przykładem wyzyskania eklezjologicznej symboliki Arki w sztuce średniowiecza mogą być XI-wieczne iluminacje do przechowywanego w Oksfordzie rękopisu Juniusza zawierające poematy przypisywane Cedmonowi – arka ma na nich kształt piramidy schodkowej, co wyobrażać ma hierarchiczny porządek Kościoła.
W sztuce nowożytnej i współczesnej najczęstsze ujęcia motywu arki to rozległe cykle i sceny narracyjne, które można podzielić na kilka typów – budowa arki (np. obraz Rafaela w Galerii Watykańskiej), wejście do arki Noego i zwierząt (np. brązowe drzwi kościoła św. Zenona w Weronie, XVI-wieczne obrazy Jacopo Bassano w Prado i w muzeum w Dijon, XX-wieczny obraz Oskara Laske), przedstawienie arki płynącej po wodach potopu (np. XV-wieczny obraz Paola Ucella we florenckim klasztorze S. M. Novella, dzieło Hansa Baldunga w rezydencji biskupów Bambergu), wypuszczenie przez Noego kruka i gołębia (np. litografia Marca Chagalla z 1947), wyjście z arki (np. obraz Boscha z muzeum rotterdamskiego, dzieło Rafaela z Galerii Watykańskiej – 1516). Do najbardziej znanych polskich wyobrażeń arki należą XVI-wieczne arrasy wawelskie według kartonów Michiela Coxie – sceny arrasów wawelskich z cyklu Dzieje Noego przedstawiają budowę arki, wejście do arki, potop i wyjście z arki.
Do motywu arki Noego nawiązują piosenki Arka Noego i Arka Noego II polskiego piosenkarza Jacka Kaczmarskiego.